# Kourwéogo (tỉnh)
Kourwéogo là một trong 45 tỉnh của Burkina Faso, tọa lạc ở vùng Plateau-Central.
Thủ phủ là Boussé.
Kourweogo được chia thành 5 tổng:
- Bousse
- Laye
- Niou
- Sourgoubila
- Toeghin